# ماي مكافوي
ماي مكافوي (بالإنجليزية: May McAvoy)‏ هي ممثلة أمريكية، ولدت في 8 سبتمبر 1899 بنيويورك في الولايات المتحدة، وتوفيت في 26 أبريل 1984 بشيرمان أوكس في الولايات المتحدة بسبب نوبة قلبية.

## أعمال

### أفلام
- (1925) بن هور
- (1927) مغني الجاز[4][5]
- (1952) السيئ والجميلة
- (1957) امرأة التصميمات

## وصلات خارجية
- ماي مكافوي على موقع IMDb (الإنجليزية)
- ماي مكافوي على موقع ألو سيني (الفرنسية)
- ماي مكافوي على موقع أول موفي (الإنجليزية)
- ماي مكافوي على موقع قاعدة بيانات الأفلام السويدية (السويدية)
- ماي مكافوي على موقع قاعدة بيانات الفيلم (الإنجليزية)
- ماي مكافوي على موقع كينوبويسك (الروسية)